# Heldenbergen

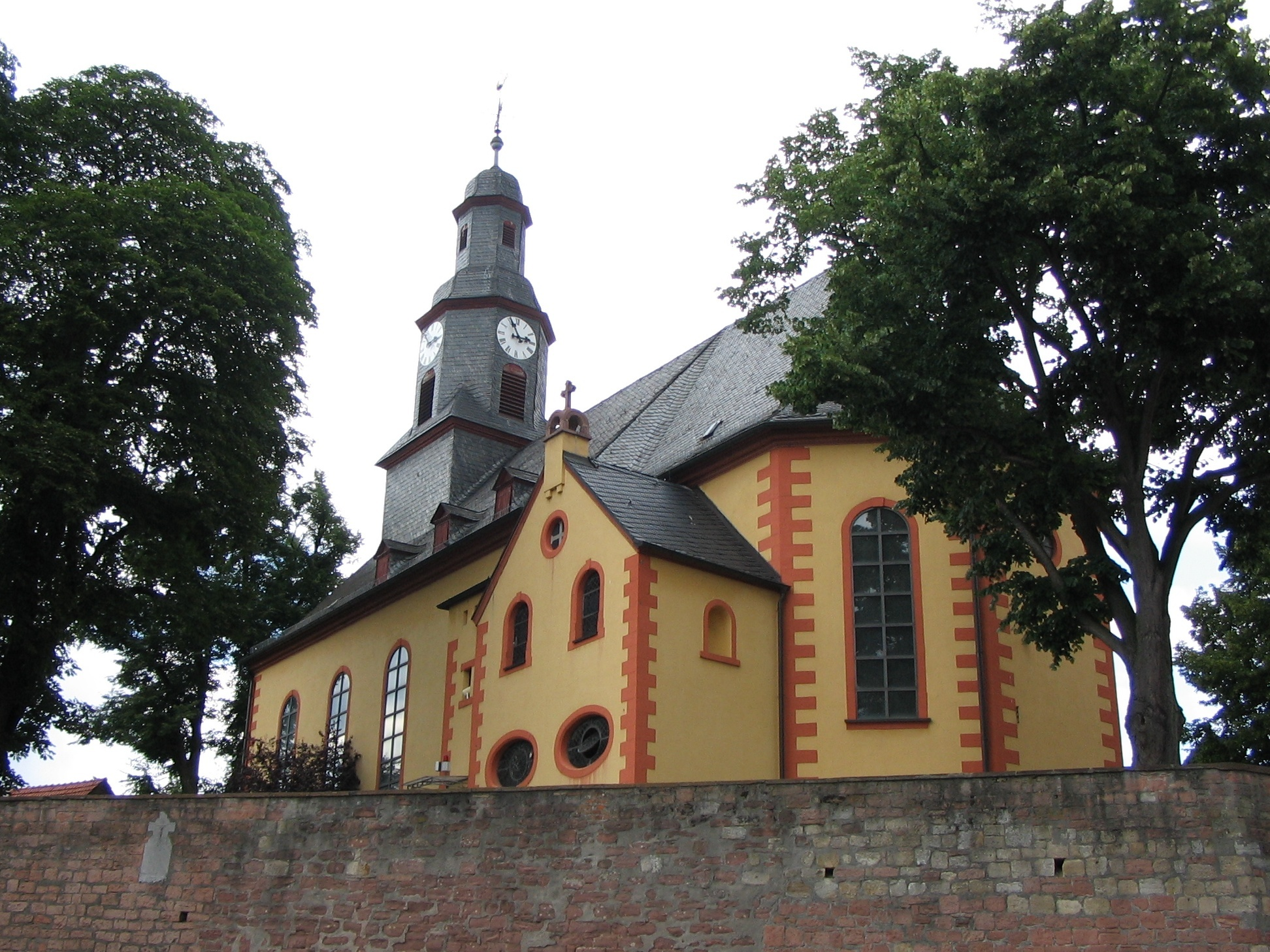
Die römisch-katholische Pfarrkirche

Heldenbergen ist ein Stadtteil von Nidderau im osthessischen Main-Kinzig-Kreis.

## Geographie
Heldenbergen liegt am Rande der Wetterau am rechten Ufer der Nidder an der Niddertalbahn. Nordwestlich von Heldenbergen treffen sich die Bundesstraße 521 und die Bundesstraße 45. In der naturräumlichen Gliederung Deutschlands (Blatt 139 Frankfurt) ist Heldenbergen namensgebend für die Teileinheit 234.32 Heldenbergener Wetterau der Südlichen Wetterau (234.3).

## Geschichte

### Frühgeschichte
In der Antike kreuzten sich an der Stelle des heutigen Heldenbergen mehrere römische Fernstraßen. Ab dem 1. Jahrhundert sicherte das mehrphasige Kastell Heldenbergen den Ort. Gegen Ende des 1. Jahrhunderts entstand neben dem Kastell eine zivile Handwerkersiedlung (vicus) mit einer regional bedeutsamen Töpferproduktion. Nach der Zerstörung der Siedlung im Zuge der Germanenüberfälle von 233 entstand ein Siedlungshiatus, der erst im späten 4. Jahrhundert durch die Ansiedlung alamannischer Siedler vom Stamm der Bucinobanten geschlossen wurde.

### Mittelalter

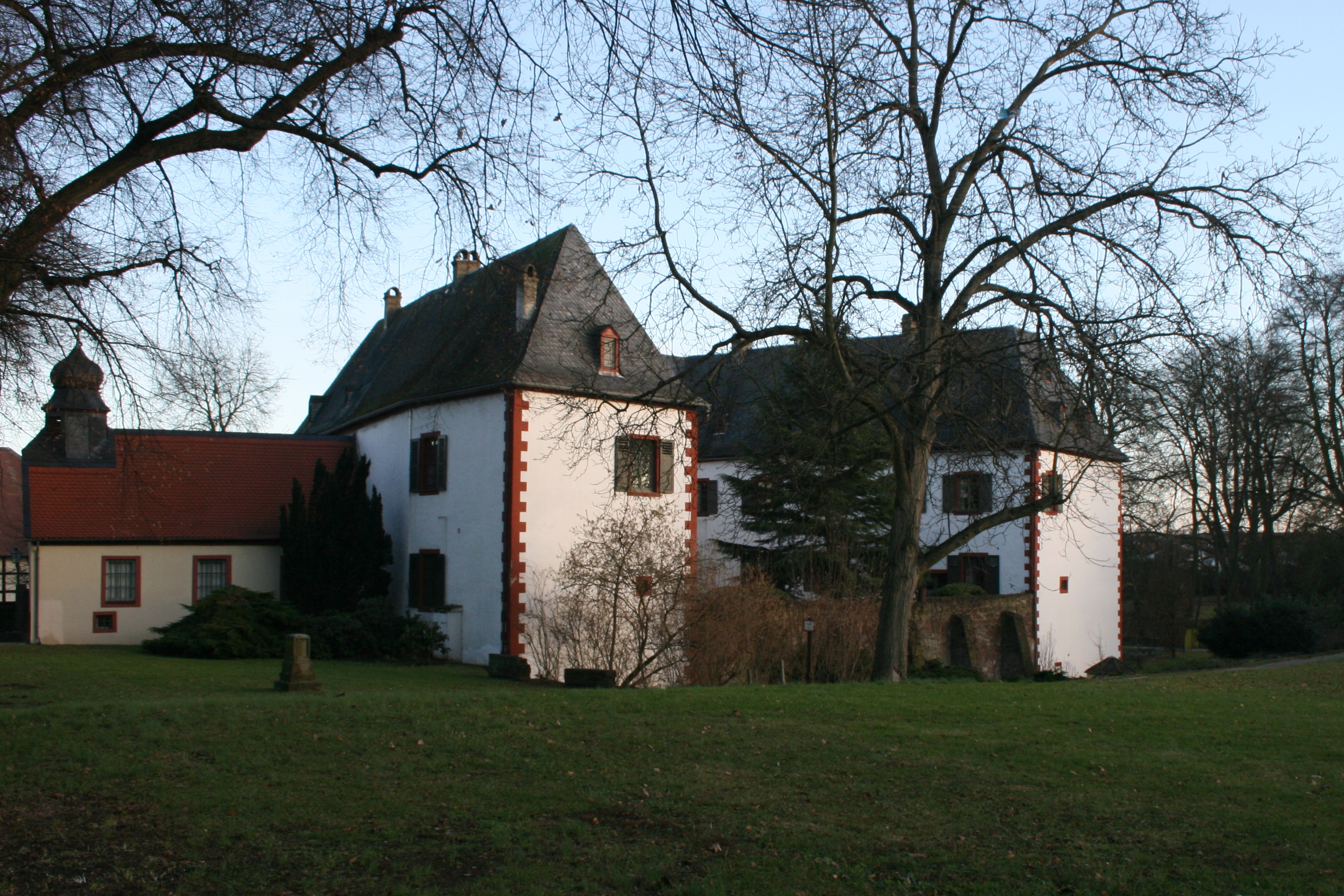
Oberburg Heldenbergen

Ab dem Frühmittelalter war der Ort dann kontinuierlich besiedelt. Die älteste erhaltene Erwähnung von Heldenbergen stammt von 839 als Helidiberga. Der Ort gehörte zum Freigericht Kaichen, das im 15. Jahrhundert unter die Herrschaft der Burggrafschaft Friedberg kam.
In Heldenbergen befanden sich seit dem späten Mittelalter zwei Burgen, die Oberburg und die Nassburg. Letztere ist im 19. Jahrhundert abgetragen worden, übrig ist noch die Oberburg (Privatbesitz).

### Frühe Neuzeit
Vom 16./17. Jahrhundert bis 1938 gab es im Ort eine größere jüdische Gemeinde, die eine eigene Synagoge hatte. Erhalten sind der Alte jüdische Friedhof am Kellerberg und der Neue jüdische Friedhof an der Straße nach Kaichen.
In Heldenbergen galt das Partikularrecht des Freigerichts Kaichen, die Friedberger Polizeiordnung. 1679 wurde sie erneuert und gedruckt. Damit ist sie zum ersten Mal schriftlich fassbar. Sie behandelte überwiegend Verwaltungs-, Polizei- und Ordnungsrecht. Insofern blieb für den weiten Bereich des Zivilrechts das Solmser Landrecht die Hauptrechtsquelle. Das Gemeine Recht galt darüber hinaus, wenn all diese Regelungen für einen Sachverhalt keine Bestimmungen enthielten. Diese Rechtslage blieb auch im 19. Jahrhundert geltendes Recht, nachdem Heldenbergen an das Großherzogtum Hessen (-Darmstadt) übergegangen war. Erst das Bürgerliche Gesetzbuch vom 1. Januar 1900, das einheitlich im ganzen Deutschen Reich galt, setzte dieses alte Partikularrecht außer Kraft. Von 1821 bis 1853 gehörte Heldenbergen zum Bezirk des Landgerichts Großkarben, der 1853 aufgelöst wurde, dann bis 1879 zu dem des Landgerichts Vilbel, ab 1879 zu dem des Amtsgerichts Vilbel.

### Neuzeit
Mit dem Freigericht Kaichen resp. Burggrafschaft Friedberg fiel Heldenbergen 1806 an das Großherzogtum Hessen (-Darmstadt) und wurde der Provinz Oberhessen zugeordnet.
Am 1. Januar 1970 entstand im Zuge der Gebietsreform in Hessen durch den freiwilligen Zusammenschluss von Heldenbergen und Windecken die Stadt Nidderau. Dabei wechselte Heldenbergen 1970 vom alten Landkreis Friedberg in den Landkreis Hanau, der 1974 im Main-Kinzig-Kreis aufging.

### Einwohnerentwicklung
|  | - 1933: 1765 Einwohner - 1939: 1704 Einwohner | - 2000: 5653 Einwohner - 2010: 5617 Einwohner - 2019: 6116 Einwohner |

Hessisches Statistisches Landesamt

## Religion
Die katholische Kirche Mariä Verkündigung aus dem Jahr 1754 ist eine barocke Saalkirche mit Fünfachtelschluss im Osten, einem Haubendachreiter im Westen und reicher Ausstattung.
Die evangelische Brückenkirche wurde 1965–68 als Zeltkirche mit umlaufendem Fensterband, nebenstehendem Glockenturm sowie anschließendem Gemeinde- und Pfarrhaus erbaut. Im Rahmen der letzten Sanierung wurde für 24 Oberlichter und zwei neu eingebrochene Fenster eine künstlerische Verglasung von Raphael Seitz geschaffen.

## Wappen
| Wappen von Heldenbergen | Blasonierung: „In von Rot und Gold gespaltenem Schild, der einköpfige schwarze Reichsadler mit nach links gewendetem Kopf.“                           |
| Wappen von Heldenbergen | Das Wappen wurde von dem Bad Nauheimer Heraldiker Heinz Ritt gestaltet und am 30. Dezember 1968 durch das Hessische Ministerium des Innern genehmigt. |

## Kultur und Sehenswürdigkeiten

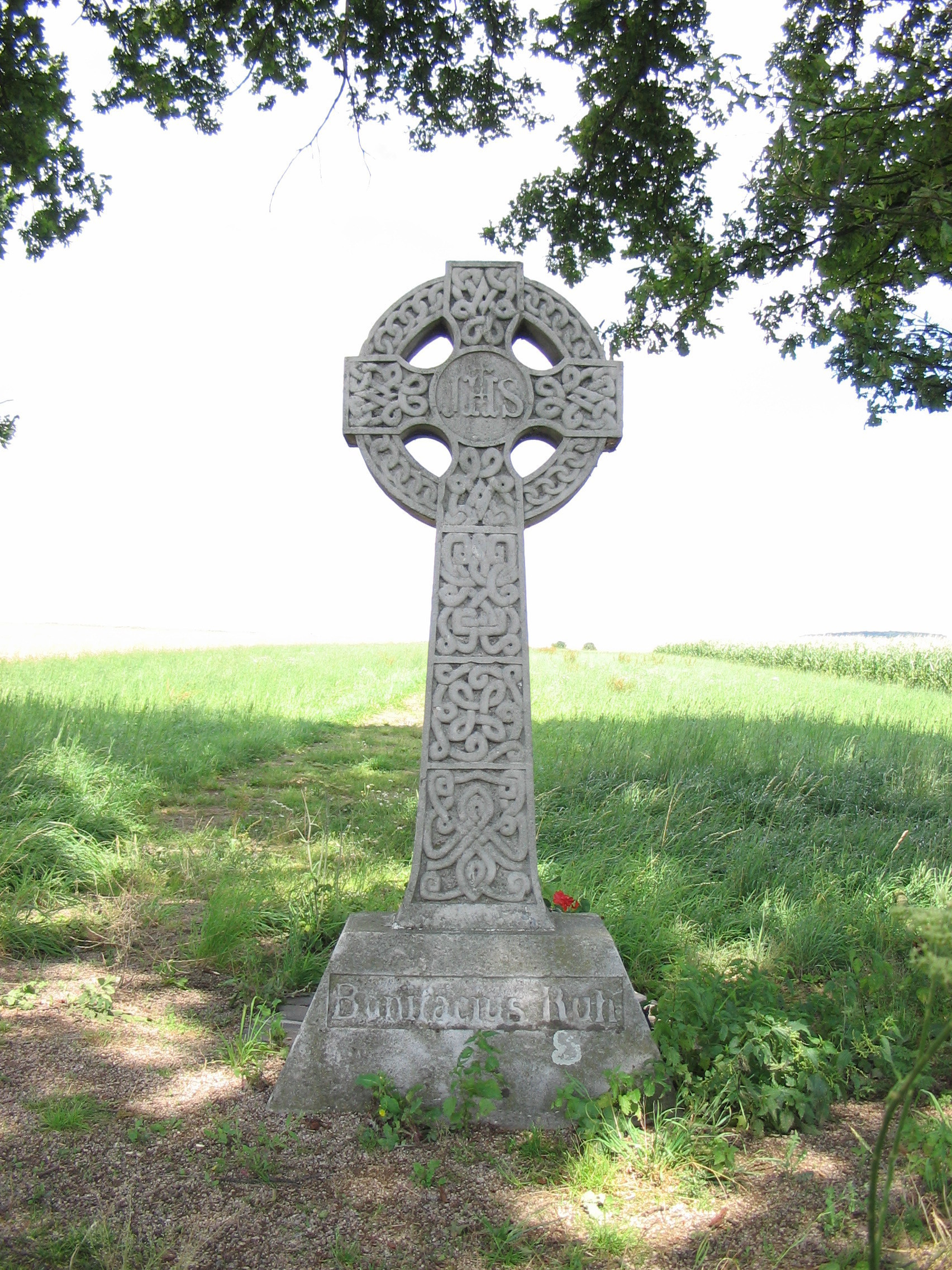
Bonifatiuskreuz am Wander- und Pilgerweg

Der Ort liegt an der Bonifatius-Route, einem Pilger- und Wanderweg.

## Persönlichkeiten
- Julius Speier (1854–1923), Gründer eines bedeutenden Schuhunternehmens Deutschlands mit über 40 Filialen, wurde 1938 als HAKO Schuhhandel zwangsweise arisiert
- Ernst Schneider (1900–1977), Unternehmer und Präsident des Deutschen Industrie- und Handelskammertages (DIHK), geboren in Heldenbergen
- Karl Seifried (1914–2010), Gründer des Reisebüros Ameropa
- Rolf Gundlach (1931–2016), Ägyptologe